# Suning.com
Suning.com  ou Suning Commerce Group est une entreprise chinoise de distribution spécialisée dans la vente de produits d'électroniques par internet.

## Histoire
En septembre 2012, Suning annonce l'acquisition de Redbaby, une entreprise de distribution en ligne, d'articles dédiés aux bébés, à la puéricultures et au jouet, pour 66 millions de dollars.
En juin 2016, Suning Commerce Group annonce l'acquisition d'une participation de 70 % dans l'Inter Milan en 270 millions d'euros,.
En juin 2019, Carrefour annonce la vente d'une participation de 80 % dans ses activités en Chine, comprenant 210 hypermarchés et 3,1 milliards de chiffre d'affaires,  à Suning.com pour 620 millions d'euros.